# Cuộc săn tử thần
Cuộc săn tử thần (tựa gốc: Killing Season hay Shrapnel) là một phim hành động giật gân của Mỹ năm 2013 do Evan Daugherty viết kịch bản và Mark Steven Johnson đạo diễn cho Millennium Films, Phim có sự tham gia của John Travolta và Robert De Niro trong hai vai chính.